# Philip Ditlev Trampe
Philip Ditlev (Detlev) greve Trampe (12. juli 1678 på Tenzerow i Pommern – 24. november 1750 i Sønderborg) var en dansk officer og godsejer.
Han var søn af Hans Christoph Trampe til Tenzerow (1649-før 1695) og Agnese Marie von Schwerin (1641-?). Trampe blev 1699 sekondløjtnant i infanteriregimentet Trampe i polsk sold, samme år forsat til Sjællandske Infanteriregiment, blev 1700 kaptajn og kompagnichef, 1702 med bataljonen Sjælland i kejserligt sold i Italien, 1704 generaladjudant ved hjælpekorpset, samt kompagnichef i 3. gevorbne Infanteriregiment og fik 1705 afsked fra dansk tjeneste, fordi han mod kongens forbud havde modtaget titel af kurpfalzisk kammerherre, oberst og generaladjutant.
Trampe gik dernæst i russisk tjeneste, hvor han blev chef for et dragonregiment, tilbød 1710 at rejse et rytterregiment i dansk tjeneste og blev samme år dansk generalmajor af armeen, sendtes til Norge, bisidder i krigsretten mod oberst Ulrik Christian Kruse i anledning af affæren på Høland, 1716 virkelig generalmajor til hest og fik 1720 afsked. 1710 havde han købt Fjellebro, som han ejede til 1739. I stedet købte han dette år hertug Ernst Günther af Augustenborgs gamle palæ i Sønderborg.
Trampe blev 15. marts 1736 af kejser Karl 6. udnævnt til rigsgreve og blev 26. juli 1743 optaget i den danske grevestand. Han døde den 24. november 1750 af tyfus.
Han var gift med sin slægtning Charlotte Amalie Trampe (21. januar 1688 i København - 17. november 1750 i Sønderborg), datter af Adam Frederik rigsgreve Trampe til Løgismose. Ægtefællerne fik ægteskabsbevilling 9. december 1709 og 1. august 1710 bevilling til at oprette testamente. Også hun døde af tyfus.
Han er begravet i Sankt Marie Kirke i Sønderborg.